# ロブ・ドプソン
ロブ・ドプソン（Rob Dopson 1967年8月21日- ）は、カナダ連邦オンタリオ州スミスス・フォールズ出身の元プロアイスホッケー選手。ポジションはゴールテンダー。

## 経歴
NHLのピッツバーグ・ペンギンズで2試合プレーした。1998-1999シーズンより日本アイスホッケーリーグの日本製紙クレインズに加入、好セーブを連発し開幕戦で前年優勝のコクドを破る番狂わせを演じた。前年最下位だったチームのプレーオフ進出に貢献した。
トヨタJIHLオールスターに2002年、2003年と2年連続で選出された。